# Eriopyga descolei
Eriopyga descolei là một loài bướm đêm trong họ Noctuidae.